# Friedrich Drews (Politiker, 1878)
Friedrich Drews (* 14. Januar 1878 in Neubrandenburg; † 27. Juni 1951 ebenda) war ein deutscher Bäckermeister und Politiker der SPD.

## Leben
Drews arbeitete als Bäckermeister in Neubrandenburg. Im Jahr 1919 war er Mitglied der verfassungsgebenden Versammlung von Mecklenburg-Strelitz. Anschließend hielt er sich wahrscheinlich in Berlin auf. Später gehörte er dem vierten bis sechsten Landtag von Mecklenburg-Strelitz an (bis 1933). Ab 1928 war er zusätzlich Stadtverordneter in Neubrandenburg.